# São João del-Rei
Pour les articles homonymes, voir São João del-Rei (homonymie), São João et João.
São João del-Rei (également orthographié São João del Rey ou São João del Rei) est une ville historique située dans l'État du Minas Gerais, Brésil. Sa Population compte 93 778 habitants en 2022.
São João del-Rei a été fondée au XVIIIe siècle et possède un grand nombre de bâtiments de cette époque, dont plus de 70 églises.
C'était dans cette ville qu'est né Tiradentes, le chef de la conjuration Mineira, en 1746.
L'or, l'élevage et l'agriculture ont facilité le développement et la progression de la ville, qui a obtenu le statut de cité le 8 décembre 1838.

## Geographie
Par IBGE (2017): Région Geographique Immediate de São João del-Rei, Région Geographique Intermediaire de Barbacena.

### Circonscription ecclesiastique
Siège de la diocèse de São João del-Rei.

## Maires
| Période | Période | Identité                | Étiquette | Qualité |
| ------- | ------- | ----------------------- | --------- | ------- |
| 2001    | 2004    | Nivaldo José de Andrade | PMDB      |         |
| 2005    | 2008    | Sidney Antônio de Sousa | PSDB      |         |
| 2009    | 2012    | Nivaldo José de Andrade | PMDB      |         |

## Cathédrales et églises
- Catedral Basílica do Pilar (1721)
- Rosário (1720)
- Carmo (1733)
- Mercês e Bonfim (1769)
- São Francisco de Assis (1774)
- Senhor dos Montes Santo Antônio
- N. Sra. da Piedade do Bom Despacho (antiga capela da Cadeia)

## Personnes célèbres de São João del-Rei
- Tiradentes (Héros national brésilien)
- Tancredo Neves (Ancien président brésilien)

## Sport
- Athletic Club